# Bloqueador neuromuscular

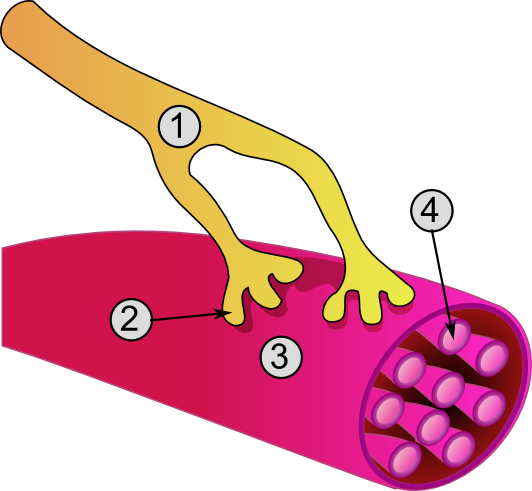
Vista global de uma junção neuromuscular:
1. Axônio
2. Placa motora
3. Fibra muscular
4. Miofibrila

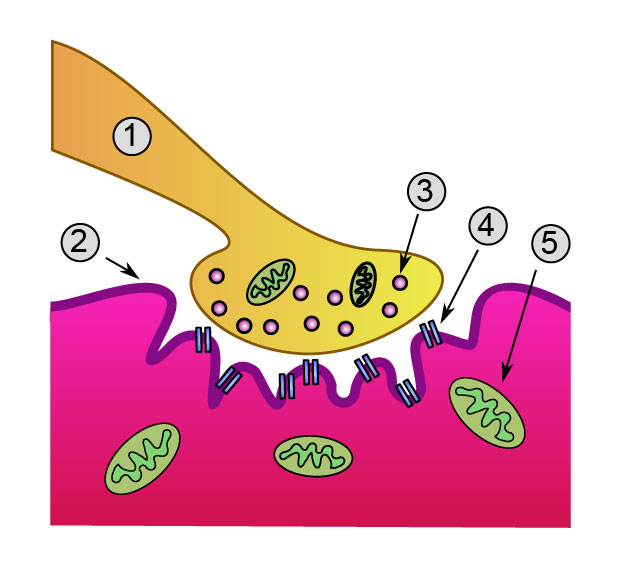
Vista detalhada de uma junção neuromuscular:
1. Terminal pré-sináptico
2. Sarcolema
3. Vesícula sináptica
4. Receptor nicotínico de acetilcolina
5. Mitocôndria

Bloqueadores neuromusculares são drogas que causam paralisia nos músculos esqueléticos através do bloqueio da transmissão de impulsos elétricos na junção neuromuscular. Isso pode acontecer tanto pela atuação pré-sináptica através da inibição da síntese ou liberação de acetilcolina (ACh), quanto agindo pós-sinapticamente no receptor de acetilcolina. Embora existam drogas que atuam pré-sinapticamente (tais como a toxina botulínica e tetrodotoxina), a maioria dos bloqueadores neuromusculares clinicamente relevantes atuam pós-sinapticamente. Os principais bloqueadores neuromusculares usados no Brasil para os procedimentos cirúrgicos eletivos são rocurônio, atracúrio e cisatracúrio.
Clinicamente, o bloqueio neuromuscular é usado como um adjuvante à anestesia para induzir paralisia muscular, de modo que a cirurgia, especialmente intra-abdominal e intra-operatório de cirurgias torácicas, possam ser realizadas com menos complicações. Como o bloqueio neuromuscular pode paralisar os músculos necessários para a respiração, dispositivos de ventilação mecânica devem estar sempre disponíveis para manter a respiração adequada.
Como os pacientes ainda sentem dor mesmo após o bloqueio de condução ter sido feito, anestésicos gerais e/ou analgésicos devem ser administrados.

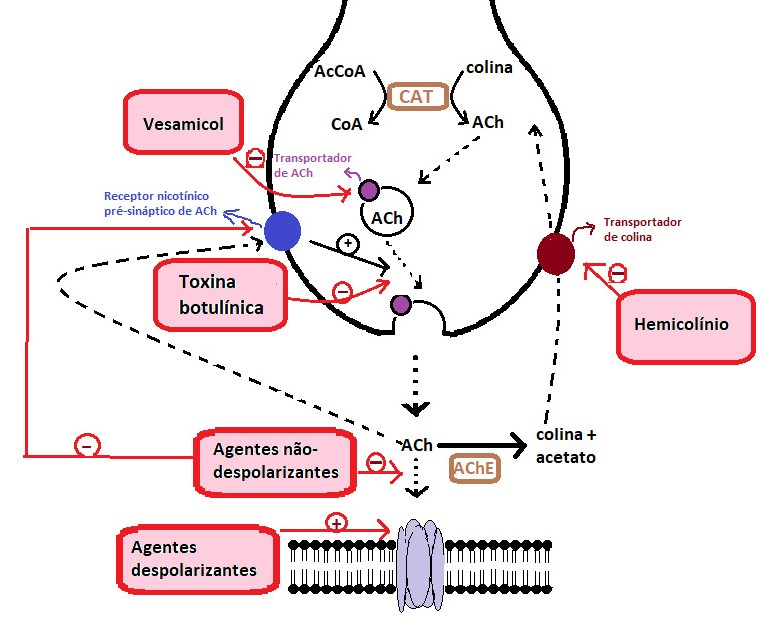
AcCoA, acetil-coenzima A; AChE, acetilcolinesterase; CAT, colina acetiltransferase; CoA, coenzima A; ACh, acetilcolina. A figura mostra a acetilcolina (ACh) agindo na região pré e pós-sináptica; e os locais de ação dos bloqueadores neuromusculares.

## Classificação
- Bloqueadores que agem a nível pré-sináptico
  - Fármacos que inibem a síntese de acetilcolina
  - Fármacos que inibem a liberação de acetilcolina

- Bloqueadores que agem a nível pós-sináptico
  - Bloqueadores despolarizantes
  - Bloqueadores não-despolarizantes

## Bloqueadores que agem a nível pré-sináptico

### Fármacos que inibem a síntese de acetilcolina
Estes fármacos atuam interrompendo a síntese da ACh através da inibição de uma de suas etapas. O hemicolínio é um agente que atua bloqueando a síntese de ACh através do bloqueio do transporte da colina para o interior da terminação nervosa. Embora, seja valioso como ferramenta experimental, o hemicolínio não apresenta aplicação clínica devido ao seu efeito bloqueador lento, que ocorre à medida que as reservas de ACh se esgotam. Apresentando um efeito semelhante, o vesamicol atua bloqueando o armazenamento da ACh nas vesículas sinápticas.

### Fármacos que inibem a liberação de acetilcolina
A toxina botulínica e a β-bungarotoxina são duas neurotoxinas que atuam especificamente inibindo a liberação de ACh. A toxina botulínica é uma proteína produzida pelo bacilo anaeróbico Clostridium botulinum, uma bactéria capaz de causar um tipo grave de intoxicação denominado botulismo.

## Bloqueadores que agem a nível pós-sináptico

### Bloqueadores neuromusculares não despolarizantes
Estes agentes atuam como antagonistas competitivos da acetilcolina no sítio do receptor nicotínico pós-sináptico, impedindo a despolarização da membrana pós-juncional e, consequentemente, a contração muscular, resultando em uma paralisia flácida.
O receptor ACh alojado na membrana pós-sináptica da junção neuromuscular apresenta cinco subunidades de glicoproteínas, em geral compostas por duas subunidades alfa, uma beta, uma gama e uma épsilon em adultos. Quando duas moléculas de acetilcolinas se ligam às duas subunidades alfa, ocorre um fluxo iônico de cátions (como Na+ e Ca2+) através do canal iônico central com subsequente despolarização do neurônio motor. Para gerar o bloqueio da despolarização, é necessário que o bloqueador não-despolarizante se ligue a apenas um dos sítios de ligação.
| Agente       | Velocidade de início (segundos) | Duração da ação (minutos) | Efeitos adversos                                                                                     |
| Rapacurônio  |                                 |                           | |
| Mivacúrio    | ~ 120                           | ~ 15                      | hipotensão transitória (liberação de histamina)                                                      |
| Atracúrio    | ~ 120                           | < 30                      | hipotensão transitória (liberação de histamina)                                                      |
| Doxacúrio    |                                 |                           | |
| Cisatracúrio |                                 |                           | |
| Vecurônio    | ~ 120                           | 30-40                     | |
| Rocurônio    |                                 |                           | |
| Pancurônio   | 120-180                         | 60-120                    | taquicardia modesta; hipertensão                                                                     |
| Tubocurarina | > 300                           | 60-120                    | hipotensão (bloqueio ganglionar _ liberação de histamina); broncoconstrição (liberação de histamina) |
| Galamina     | > 300                           | 60-120                    | |
| Pipecurônio  |                                 |                           | |

### Bloqueadores neuromusculares despolarizantes
Agentes despolarizantes são agonistas nos receptores nicotínicos e provocam uma hiperestimulação dos receptores nicotínicos, causando assim fasciculações musculares e paralisia tetânica.
Funcionam ao despolarizar a membrana plasmática da fibra muscular, tendo ação semelhante à acetilcolina. No entanto, esses agentes são mais resistentes à degradação pela acetilcolinesterase, a enzima responsável pela degradação da acetilcolina, e podem, portanto, apresentar uma despolarização mais persistente das fibras musculares. Isso difere da acetilcolina, que é rapidamente degradada e despolariza apenas transitoriamente o músculo.
Existem duas fases para o bloco despolarizante. Durante a fase I (fase de despolarização), eles podem causar fasciculações musculares (contrações musculares), durante a despolarização das fibras musculares. Por fim, após uma despolarização suficiente ocorrer, a fase II (fase de dessensibilização) ocorre e o músculo não é mais sensível à acetilcolina liberada pelos motoneurônios. Neste ponto, o bloqueio neuromuscular total foi alcançado.
A droga protótipo de bloqueio neuromuscular despolarizante é a suxametônio. É a única droga despolarizante que é usada clinicamente. Ela tem um início rápido (30 segundos), mas uma duração de ação muito curta (5-10 minutos) devido à hidrólise pelas colinesterases plasmáticas (como a butirilcolinesterase no sangue).
Além disso, o uso de um inibidor da acetilcolinesterase pode ser realizado para causar o mesmo efeito de um bloqueio neuromuscular despolarizante.

## Reversão dos bloqueadores neuromusculares
Os bloqueadores não despolarizantes pode ser revertidos por fármacos inibidores da acetilcolinesterase (AChE), a enzima responsável pela degradação da ACh na fenda sináptica. Dessa forma, a reversão acontece de forma indireta através do aumento da concentração de ACh na fenda, que vai competir com os bloqueadores neuromusculares pelos receptores nicotínicos pós-sinápticos. Os inibidores de AChE mais usados clinicamente são a neostigmina e o edrofônio, ambos formando uma ligação reversível com AChE.
O aumento na concentração de ACh induzido por um anticolinesterásico não se limita à junção neuromuscular, afetando também sítios muscarínicos onde ACh é o neurotransmissor. Os efeitos colaterais da interação entre anticolinesterásicos e receptores muscarínicos incluem náuseas e vômitos, bradicardia e prolongamento da intervalo QT do eletrocardiógrafo (ECG), broncoconstrição, estimulação das glândulas salivares, miose e aumento do tônus intestinal.

## Efeitos adversos
Uma vez que estas drogas podem causar paralisia do diafragma, a ventilação mecânica deve estar à disposição do médico.
Além disso, estas drogas podem apresentar efeitos cardiovasculares, uma vez que não são totalmente seletivas para os receptores nicotínicos e, portanto, podem ter efeitos sobre os receptores muscarínicos. Se os receptores nicotínicos dos gânglios autonômicos ou da medula adrenal são bloqueados, essas drogas podem causar sintomas autonômicos. Além disso, os bloqueadores neuromusculares podem facilitar a liberação de histamina, que causa hipotensão, rubor e taquicardia.
Ao despolarizar a musculatura, o suxametônio pode desencadear uma liberação transiente de grandes quantidades de potássio a partir de fibras musculares. Isto coloca o doente em risco de complicações potencialmente fatais, como a hipercaliemia e arritmias cardíacas.

### Paralisia residual pós-operatória
Paralisia residual pós-operatória (PRPO) ou bloqueio neuromuscular residual pós-operatório, é definida como paralisia ou fraqueza muscular pós-operatória decorrente de antagonismo incompleto ou ausente dos bloqueadores neuromusculares não-despolarizantes. 
A PRPO é um risco à recuperação do paciente e pode desencadear diversas complicações. A paralisia residual aumenta o risco de regurgitação passiva do conteúdo gástrico devido à disfunção muscular faríngea e laríngea. Há também evidências de que o NMBA não despolarizante interfere com controle ventilatório hipóxico. Além disso, complicações pulmonares pós-operatórias, especialmente atelectasia e pneumonia, também estão associados à reversão incompleta.
Entre os fatores que influenciam na incidência da PRPO, é possível citar: método de avaliação do bloqueador residual; valor da relação de T4/T1 usado para determinar presença de PRPO; tipo de bloqueador usado de acordo com a duração; forma de dosagem; idade; presença de disfunção renal, hepática, cardíaca ou neuromuscular; utilização de fármacos que podem alterar a farmacodinâmica do bloqueador neuromuscular; entre outros.

## Critérios para diagnosticar o término do bloqueio
São usados testes clínicos, quantitativos e qualitativos para diagnosticar a presença de PRPO. 
Os testes clínicos avaliam a capacidade do paciente de realizar alguns movimentos, como capacidade de manter por 5 segundos a cabeça erguida, um braço ou uma perna elevados; abertura dos olhos sob comando; protrusão ou capacidade de retirar a língua quando aprendida manualmente; manutenção da contração muscular da mão (aferida com dinamômetro); pressão inspiratória máxima maior que 25 cm H2O; e capacidade vital maior que 15 mL.kg-1.
Em relação aos testes qualitativos constituem na observação visual e/ou tátil da resposta gerada por uma estimulação elétrica do nervo motor periférico.

Os testes quantitativos são aqueles em que se realiza avaliação quantitativa da SQE (relação T4/T1), utilizando-se como padrão a avaliação do músculo adductor pollicis do nervo ulnar, por meio da aceleromiografia, eletromiografia, cinemiografia, fonomiografia e mecanomiografia. A monitoração com a SQE e a CPT permite a classificação do bloqueio neuromuscular de acordo com a sua profundidade: bloqueio intenso é o período em que não há resposta da CPT (CPT = 0) e da relação T4/T1(0); bloqueio profundo é o período em que a resposta da CPT é maior ou igual a 1 (CPT ≥ 1) e não há resposta da relação T4/T1(0); e bloqueio moderado ocorre quando a relação T4/T1 situa-se entre T1 e T3. A partir da volta de T4 até o padrão normal da relação T4/T1 (> 0,9), o período é denominado de recuperação.